# Mario Galinović
Mario Galinović est un footballeur international croate né le 15 novembre 1976. Il évolue au poste de gardien de but.

## Biographie
Il fait ses débuts avec l'équipe de Croatie le 13 juin 1999 lors d'un match amical face à l'Égypte.
Le sélectionneur de l'équipe de Croatie, Slaven Bilić, le retient parmi l'effectif de vingt-trois joueurs appelé à participer à l'Euro 2008.

## Palmarès

### NK Osijek
- Vainqueur de la Coupe de Croatie en 1999.

### Panathinaïkos
- Champion de Grèce en 2010.
- Vainqueur de la Coupe de Grèce en 2010.